# Duilio Biganzoli

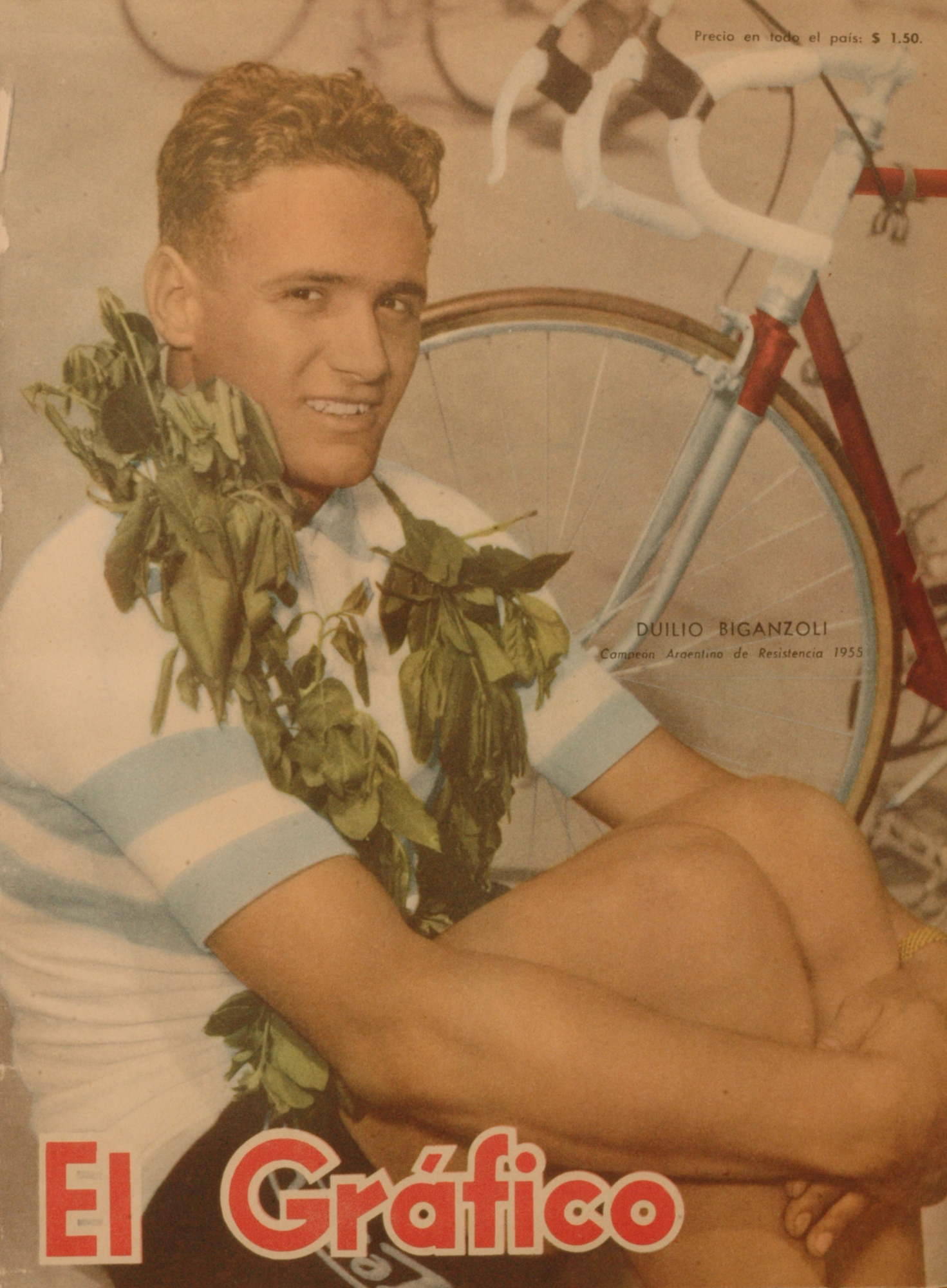
Duilio Biganzoli

Duilio Biganzoli (* um 1935) ist ein ehemaliger argentinischer Radrennfahrer und nationaler Meister im Radsport.

## Sportliche Laufbahn
Bei den Panamerikanischen Spielen 1955 gewann der argentinische Vierer mit Ricardo Senn, Clodomiro Cortoni, Duilio Biganzoli und Alberto Ferreira in der Mannschaftsverfolgung die Goldmedaille.
Die Argentinische Meisterschaft im Straßenrennen der Männer gewann er 1955, 1956 und 1963. 1959 siegte er im Rennen Clásica del Oeste-Doble Bragado. 1960 konnte er das Rennen erneut gewinnen.